# Eteissaari (ö i Södra Savolax, S:t Michel, lat 61,45, long 28,14)
Eteissaari är en ö i Finland. Den ligger i sjön Saimen och i kommunen Puumala i den ekonomiska regionen  S:t Michel och landskapet Södra Savolax, i den södra delen av landet, 220 km nordost om huvudstaden Helsingfors. Öns area är 46,8 hektar och dess största längd är 1,3 kilometer i nord-sydlig riktning.